# Guillem IV de Forcalquier
Guillem IV (o VI) d'Urgell i Forcalquier (c 1150 — 1209) va ser comte de Forcalquer des de la mort del seu pare, sobrevinguda vers 1144 o entre 1149 i 1151, fins a la seva pròpia mort. Era fill de Bertran I d'Urgell i Forcalquier, comte de Forcalquer, i de Josseranda de Flota.
Va succeir al seu pare amb el seu germà Bertran II d'Urgell i Forcalquier. Són citats tots dos en una donació que van fer el 1168 a l'Orde de Sant Joan de Jerusalem. Durant el seu regnat van haver de lluitar contra el rei Alfons II d'Aragó, comte de Provença, que intentava estendre's cap al nord. El 1193, es van veure obligats a sotmetre's i a signar el tractat d'Ais de Provença (1193) pel qual Garsenda de Sabran, neta de Guillem, heretava el comtat i es casava amb el fill d'Alfons.
Aprofitant la mort d'Alfons II i la joventut del seu successor, va reprendre les hostilitats, va destrossar el país d'Ais i es va aliar al delfí del Vienès, que es va casar amb la seva neta. Però els dos germans van ser de nou derrotats pels catalans i es van haver de sotmetre. Bertran va morir el 1207 i Guillem el 1209.
Es va casar amb Adelaida de Besiers, probablement de la família dels Trencavell, i va tenir a:
- Garsenda d'Urgell i Forcalquier († abans de 1193), casada el 1178 amb Renyer de Sabran, senyor de Caylar i d'Ansouis, que foren els pares de:
  - Garsenda de Sabran o Garsenda de Forcalquier (1180 † 1242), comtessa de Forcalquer, casada el 1193 a Alfons II d'Aragó, comte de Provença
  - Beatriu de Sabran, casada el 1202 amb Guigó VI, delfí del Vienès